# UPS! Det er live
 Der er for få eller ingen kildehenvisninger i denne artikel, hvilket er et problem. Du kan hjælpe ved at angive troværdige kilder til de påstande, som fremføres i artiklen.

UPS! Det er live var et dansk humorprogram på TV 2 Zulu, der i første omgang blev sendt 25 min. hver tirsdag, onsdag og torsdag aften i alt 33 gange over 11 uger. Værterne var i starten Martin Høgsted, Karsten Green, Jøden og Morten Wichmann, men efter en åben casting blev Carla Mickelborg programmets nye kvindelige medvært. Men da seertallene faldt i hvert efterføglende program efter Carlas ansættelse, var hun ikke længere at finde blandt værterne til sæson 2.
UPS! Det Er Live blev i sæson 2 vist hver mandag, tirsdag og onsdag. Karsten Green og Jøden var stadig værter på  UPS! Det Er Live mens Morten Wichmann, Martin Høgsted og Carla Mickelborg blev udskiftet med Morten Sørensen og Jasper Ritz.
Programmet fik i begge sæsoner dårlig anmeldelser. På Comedy-anmeldelse.dk, skriver anmelderen "Det er tåkrummende på den u-fede måde."